# Католицизм у Кіровоградській області
У місті Кропивницький діє Костел святого Духа та Церква Різдва Святого Івана Хрестителя УГКЦ. У місті Гайворон є Каплиця святого Архангела Михаїла.

## Історія

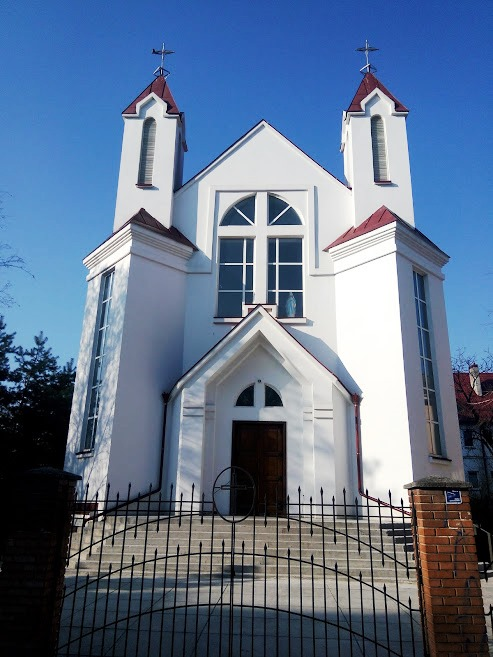
Костел Святого Духа

#### Кропивницький
Першу католицьку спільноту у Єлизаветграді створили переселенці з Польщі, Німеччини, Сербії, Хорватії і Литви. У 1874 році вони отримали дозвіл Міської ради на будівництво костелу. Влада виділила для цього земельну ділянку біля Ковальовського кладовища, недалеко від залізнодорожного вокзалу (вулиця пізніше отримала назву Костельної, перейменовану пізніше на Щорса). Спорудження неоготичного храму разом з окремою неоготичною дзвіницею розпочалось коштом Теклі, вдови підполковника Подгородецького, та інших парафіян, а завершилось, ймовірно, у 1876-1877 роках. У 1882-1883 роках було збудовано також парафіяльний будинок. 11 травня 1909 року костел консекрував єпископ Йосиф Кесслер.
Настоятелями храму до революції були оо. Юліан Якубовський, Леопольд Качинський, Ципріан Гінтилло, Юрій Баєр, Андрій Келлер та Каспар Буч. Останній обслуговував 1917 року майже 2300 вірян. Пізніше тут працювали оо. Ігнатій Довбис, Олександр Дрозд, Павло Соколовський, Петро Родинський. Проте 1924 року храм було закрито, його розграбовану будівлю використовували як склад. У 1936 році під приводом роширення території для підприємства "Червона Зірка", яке виробляло сільхозтехніку, костел та дзвіницю знесли майже повністю (збереглась лише одна зі стін, яка досі є частиною заводської будівлі.
З квітня 1992 року у Кіровоград стали приїжджати священки з Кам'янець-Подільського на Хмельниччині та Чечельника на Вінниччині, які відправляли Святі Меси у приватному будинку Олександра і Нонни Голиченків. 25 грудня цього ж року була заснована місцева парафія (тоді під титулом Фатімської Божої Матері, який пізніше змінили на Святого Духа). 1994 року її першим настоятелем став о. Йосиф Шиманський, котрий спочатку поселився у будинку сім'ї Голиченків. Оскільки старий костел Різдва Пресвятої Діви Марії у місті знищила радянська влада ще 1936 року, у 1995 році було придбано невеликий будинок по вулиці Короленка, у якому облаштували каплицю.
Із збільшенням числа парафіян виникла необхідність у будівництві храму, під яке вдалося отримати земельну ділянку по вулиці Леніна (нині - Дворцова). Спорудження костелу розпочалось 29 вересня 1997 року, а 31 травня 1998 року єпископ Станіслав Падевський OFM Cap освятив наріжний камінь храму. Будівництво святині завершили 2002 року, коли 18 травня, майже відразу після утворення Одесько-Сімферопольської дієцезії її консекрували Апостольський нунцій в Україні архієпископ Нікола Етерович та єпископ Кам'янець-Подільський Леон Дубравський OFM.
Парафію обслуговують дієцезіальні священники, працювали також сестри-єлизаветки.

#### Гайворон
У 90-х років невеличкою громадою гайворонських вірних, які збирались на богослужіння у приватному будинку, опікувались священники з парафії св. Йосифа у Чечельнику на Вінниччині. 8 січня 2002 року було зареєстровано власну парафію, а 2005 року придбано будинок на вулиці Рози Люксембург, в якому на постійно поселився перший настоятель парафії о. Станіслав Майчак. Каплицю облаштували в одній із кімнат цього будинку. У 2006 році новий парох о. Тадеуш Заєнчковський відремонтував та розширив будинок, впорядкував територію навколо нього. А в грудні 2007 року було споруджено з бляхи тимчасову парафіяльну каплицю, яка обігрівається взимку та кондиціонується влітку.
Парафія отримала від міської влади земельну ділянку під будівництво костелу, на якій розмістили хрест, а наприкінці 2009 року також поклали фундамент. Будівництво храму продовжується. Кількість парафіян від часу перших богослужінь суттєво зросла, причому переважна більшість - корінні українці, хоча для деяких старших вірян Меси правлять також і польською мовою. Парафію обслуговують дієцезіальні священники.

Церква Різдва Святого Івана Хрестителя УГКЦ

#### Кропивницький
Парафія Різдва Святого Івана Хрестителя м. Кропивницький була заснована у 2006 році. 22 жовтня цього ж року була відслужена перша урочиста Божественна Літургія, яку очолив о. Іван Третяк. На даний момент, душпастирське служіння для вірних парафії звершують о. Іван Третяк та о. Іван Ментинський. Початковим місцем проведення богослужінь було нижнє приміщення Римо-Католицького храму, потім – власна дерев’яна каплиця. Проте, тепер всі богослужіння на парафії Різдва святого Івана Хрестителя звершуються у власній церкві, яка була освячена 6 листопада 2016 року Главою УГКЦ, блаженнішим Святославом (Шевчуком) та Екзархом Одеським, владикою Михаїлом (Бубнієм). На території цієї парафії також активно працює згромадження сестер «Пресвятої Богородиці Фатімської».

#### Знам'янка
Парафія Успіння Пресвятої Богородиці м. Знам’янка розпочала своє існування в 2008 році. 7 листопада 2010 року для вірних цієї громади УГКЦ була відслужена перша урочиста Божественна Літургія, яку очолив о. Іван Проць. Першим місцем проведення богослужінь було приміщення райавтодору, проте зараз громада має власну тимчасову дерев’яну каплицю, де стабільно відбуваються богослужіння. 29 січня 2011 року на парафію завітав з пасторальним візитом владика Василь (Івасюк), який посвятив земельну ділянку та звершив чин закладення й освячення наріжного каменя під будівництво нового храму на честь Успіння Пресвятої Богородиці.